# McKinnon (Wyoming)
McKinnon ist ein census-designated place im Süden des Sweetwater Countys in Wyoming. Das U.S. Census Bureau hat bei der Volkszählung 2020 eine Einwohnerzahl von 20 ermittelt. Das 79,9 km² große Gebiet liegt am Wyoming Highway 414 zwischen dem Green River im Flaming Gorge Reservoir im Osten und der Grenze zum Uinta County im Westen. Die wenigen Einwohner verteilen sich auf die Siedlungen McKinnon und das 5 km westlich gelegene Burntfork. 
1825 fand am Fluss Henrys Fork, einem Zufluss des Green Rivers, beim heutigen Burntfort das erste der jährlichen Rendezvous genannte Handelstreffen der Trapper und Pelzhändler der Gesellschaft von William Henry Ashley statt. Alle berühmten Mountain Men des Unternehmens wie Thomas Fitzpatrick, Jedediah Smith, Jim Bridger, William Sublette und sein Bruder Milton, David E. Jackson, Etienne Provost und James P. Beckwourth kamen zusammen, lieferten die Biberpelze ab, wurden bezahlt und nahmen die Tauschgüter und Ausrüstung für das nächste Jahr entgegen. 91 Trapper des eigenen Unternehmens kamen, Indianer mehrerer Völker wie Cheyenne und Crow und sogar Pelzjäger der britischen Hudson’s Bay Company, die vertragsbrüchig wurden und ihre Felle den Amerikanern verkauften.
Ab 1897 siedelten sich Angehörige der Kirche Jesu Christi der Heiligen der Letzten Tage („Mormonen“) als Homesteaders am Henrys Fork an und 1899 wurde dort der Woodruff Stake of Zion als regionale Gliederung der Kirche gegründet. Die Siedlung bestand damals aus verstreuten Farmen sowie einem Laden und einem Schulhaus und wurde Mountain View genannt. 1922 wurde sie nach Archibald McKinnon, dem 1915 verstorbenen Gründungspräsidenten des Woodruff Stakes, umbenannt. 